# Selle Royal-Inoxpran
Selle Royal-Inoxpran oder Selle Royal-Contour-Alan war ein italienisches Radsportteam, das von 1977 bis 1978 bestand.

## Geschichte
Das Team wurde 1977 unter der Leitung von Carlo Menicagli gegründet. Im ersten Jahr konnte der sechste Platz beim Giro di Sardegna sowie Platz 14 bei Mailand-Sanremo und Platz 21 in der Gesamtwertung beim Giro d’Italia erreicht werden. 1978 konnte der zweite Platz bei der Coppa Bernocchi, der dritte Platz bei Mailand-Sanremo, zwei fünfte Plätze bei der Tour de Romandie und GP Alghero sowie Platz 6 bei Tirreno-Adriatico erzielt werden. Nach der Saison 1978 wurde das Team aufgelöst.
Hauptsponsor war der italienischen Hersteller von Fahrradsattel aus Pozzoleone.

## Erfolge
1977
- eine Etappe Giro d’Italia
- Deutscher Meister – Straßenrennen
- Coppa Placci
- eine Etappe Giro di Puglia

1978
- zwei Etappen Asturien-Rundfahrt
- eine Etappe Giro di Puglia

### Monumente-des-Radsports-Platzierungen
| Monument        | 1977 | 1978 |
| --------------- | ---- | ---- |
| Mailand–Sanremo | 14   | 3    |
| Paris–Roubaix   | –    | 17   |

### Grand-Tour-Platzierungen
| Grand Tour        | 1977 | 1978 |
| ----------------- | ---- | ---- |
| Giro d’ItaliaGiro | 21   | –    |

## Bekannte ehemalige Fahrer
- Marino Basso (1977)
- Jürgen Kraft (1977)
- Hans-Peter Jakst (1977–1978)
- Fausto Bertoglio (1978)
- Alfredo Chinetti (1978)